# Tratatul de la Vereeniging
Tratatul de la Vereeniging a fost un acord de pace semnat la 31 mai 1902, care a pus capăt celui de-al Doilea Război al Burilor, un conflict devastator purtat între Republica Sud-Africană (Transvaal) și Statul Liber Orange, pe de o parte, și Regatul Unit al Marii Britanii și Irlandei, pe de alta. Acest război, marcat de lupte convenționale, tactici de gherilă și o politică britanică de „pământ pârjolit”, a culminat cu utilizarea lagărelor de concentrare, ceea ce a provocat pierderi umane masive, mai ales în rândul populației civile.
Tratatul a consfințit înfrângerea republicilor burilor și recunoașterea oficială a suveranității Coroanei Britanice asupra acestor teritorii. În schimb, guvernul britanic s-a angajat să sprijine reconstrucția regiunilor devastate prin compensații financiare și să inițieze un proces treptat de autoguvernare pentru Transvaal (Republica Sud-Africană) și Statul Liber Orange, acestea fiind integrate ca colonii ale Coroanei Britanice. De asemenea, acordul a inclus amnistierea combatanților burilor și recunoașterea drepturilor culturale și lingvistice ale acestora, pentru a asigura o reconciliere parțială.
Deși tratatul a consolidat dominația britanică în sudul Africii, el a reprezentat și o etapă importantă în procesul de unificare al regiunii, care a culminat cu formarea Uniunii Africii de Sud în 1910. Acest compromis, deși dificil pentru burii învinși, a reflectat efortul de a pune bazele unei coexistențe politice între interesele britanice și cele bure.

## Context

### Propunerea burilor în șapte puncte respinsă
La 9 aprilie 1902, cu trecerea în siguranță garantată de britanici, conducerea burilor s-a întâlnit la Klerksdorp, în Transvaal. La întâlnire au fost prezenți Marthinus Steyn, președintele Statului Liber Orange, și Schalk Burger, președintele interimar al Transvaalului, alături de generalii burilor Louis Botha⁠(d), Jan Smuts, Christiaan de Wet și Koos de la Rey. Aceștia au discutat despre evoluția războiului și despre posibilitatea de a deschide negocieri cu britanicii.:462
La 12 aprilie, o delegație de zece membri ai burilor s-a deplasat la Melrose House din Pretoria, unde s-au întâlnit cu generalul Kitchener, prezentându-i o propunere în șapte puncte pentru un tratat de prietenie. Poziția lor era de a restabili statutul antebelic al republicilor, cu anumite ajustări, inclusiv uniunea comercială cu coloniile britanice, dreptul de vot pentru uitlanders (termenul folosit pentru a desemna străinii, în special imigranții europeni, care trăiau în Republica Sud-Africană și Statul Liber Orange, dar care nu aveau drepturi politice), egalitatea limbilor în școli și o amnistie generală pentru combatanți.:462 Kitchener a fost uimit de conținutul propunerii, dar a transmis-o la Londra, conștient că aceasta nu va fi acceptată, dar dorind ca dialogul să continue, pentru a preveni o escaladare suplimentară a conflictului.:462
Alfred Milner, guvernatorul coloniilor britanice din Africa de Sud și secretar de stat pentru coloniile britanice, s-a alăturat negocierilor pe 14 aprilie și a fost o figură esențială în respingerea propunerii burilor. Extrem de ostil față de buri și susținător al unei soluții dure, Milner a cerut o predare necondiționată și autoritate deplină în administrarea celor două republici ca colonii britanice. :463 Guvernul britanic a respins fără echivoc termenii burilor, iar delegația a solicitat lui Kitchener o serie de armistiții temporare pentru a se întoarce și consulta cu comando-urile, pentru a evalua posibilitatea de a negocia o predare cu condiții favorabile.:463
Refuzul britanic a fost un punct de cotitură în negocierile de pace, subliniind disensiunile profunde dintre pozițiile celor două părți. Această respingere a făcut ca presiunea asupra burilor să crească semnificativ, contribuind la încheierea războiului în condiții mai dure pentru aceștia.

### Șaizeci de delegați fac compromis la Vereeniging
La 15 mai, comandourile (unități de comando bure, formate în mare parte din voluntari civili, inclusiv fermieri, care luptau într-un stil de război neregulat) au ales câte 30 de delegați din fiecare republică prebelică, care s-au întâlnit la Vereeniging. Pentru Transvaal, delegația includea atât burgheri non-combatanți, cât și, în mare parte, ofițeri militari, precum Chris Botha, Jan Celliers din Lichtenberg, Jan Kemp (Krugersdorp), Petrus Johannes Liebenberg (Potchefstroom), Chris Muller (Boksburg), D. J. Schoeman (Lydenburg) și S. P. du Toit (Wolmaransstad). Statul Liber Orange a fost reprezentat de personalități precum L.P.H. Botha (Harrismith), G.A. Brand (Bethulie, Caledon River, Rouxville, Wepener și East Bloemfontein), D.H. van Coller (Heilbron), Christoffel Cornelis Froneman (Winburg și Ladybrand), J.N. Jacobs (Boshof), C.A. van Niekerk (Kroonstad), Wessel Jacobus Wessels (Harrismith și Vrede).
Dezbaterea a fost aprinsă, divizată între transvaalienii care doreau încheierea războiului, având în vedere că condițiile de viață ale civililor burii din Transvaal deveneau tot mai disperate, iar în rândul populației bură din Transvaal se dezvoltau mari falii, în timp ce locuitorii Statului Liber Orange susțineau continuarea luptei. Presiunile economice și condițiile umanitare dificile din cele două republici erau tot mai mari, ceea ce a contribuit la răcirea spiritului de rezistență.:463–4
S-a ajuns la un compromis, iar generalii, inclusiv personalități de marcă ca Louis Botha⁠(d) și Jan Smuts, s-au întors la Pretoria pe 19 mai cu o propunere conform căreia republicile vor rămâne independente, dar cu relațiile externe și auto-guvernarea sub controlul britanic, vor ceda controlul asupra Swazilandului și vor renunța la controlul câmpurilor de aur din Witwatersrand⁠(d).:464

### Dezbaterea între buri și britanici
Termenii au fost respinși de Kitchener și Milner, cei doi având viziuni diferite asupra direcției viitorului, primul dorind reconcilierea, iar al doilea urmărind umilirea.:465 Dezbaterea dintre generalii buri și delegația britanică a continuat timp de mai multe zile. Britanicii au făcut unele concesii, inclusiv faptul că rebelii din colonia Capului urmau să fie excluși de la vot doar pentru cinci ani.:465
Problema acordării drepturilor politice pentru negri la sfârșitul conflictului a fost soluționată, când argumentul lui Joseph Chamberlain, dinaintea războiului, referitor la acordarea drepturilor politice pentru negri la sfârșitul conflictului, a fost ignorat în scopul reconcilierii. Astfel, Smuts a reușit să includă o clauză prin care problema dreptului de vot al negrilor urma să fie decisă atunci când autoguvernarea sub control britanic ar fi fost implementată în Transvaal și Statul Liber Orange.:465–6 În privința datoriilor de război și notelor de plată emise de buri, Botha a solicitat 3 milioane de lire sterline, în timp ce britanicii au oferit doar 1 milion. Milner s-a arătat nemulțumit de ideea de a plăti notele de plată ale burilor, dar Kitchener a fost de acord, înțelegând că acest lucru îi întărea poziția lui Botha în negocierile cu delegații săi.:466 Coloniile râului Orange și Transvaal aveau să fie inițial sub administrare militară britanică, apoi de civili și, într-un viitor nespecificat, prin autoguvernare sub supraveghere britanică.:467

### Tratatul de pace
Pe 27 mai 1902, Cabinetul britanic s-a reunit pentru a discuta termenii finali ai tratatului, iar pe 28 mai, la Pretoria, burii au fost prezentați cu termenii și li s-au acordat trei zile pentru a lua o decizie, răspunsul solicitat fiind „da” sau „nu”.:466–7
Saizeci de delegați buri s-au întrunit la Vereeniging pentru a dezbate termenii tratatului, iar o dezbatere aprinsă s-a desfășurat între transvaalii și cei din Statul Liber Orange, cu Botha și Smuts susținând acordul, în timp ce Marthinus Steyn s-a opus acestuia.:467 Fiind bolnav, Steyn și-a dat demisia din funcția de președinte al Statului Liber Orange după prima zi de dezbatere și i-a sfătuit pe Christiaan de Wet că, dacă transvaalii acceptă tratatul, și el ar trebui să-l accepte, întrucât Statul Liber Orange nu putea continua războiul pe cont propriu.:468
În jurul orei 14:00, pe 31 mai 1902, s-a cerut un vot, iar 54 de delegați au votat „da” la termenii tratatului, iar doar 6 au votat „nu”. În aceeași zi, liderii buri s-au întors la Kitchener la Melrose House din Pretoria, iar tratatul de pace a fost semnat.:469 Deși tratatul poartă numele orașului Vereeniging din Transvaal, unde au avut loc negocierile de pace, documentul a fost semnat de fapt la Melrose House din Pretoria. Semnarea tratatului a marcat încheierea celui de-al Doilea Război al Burilor și începutul unei noi ere pentru Africa de Sud, consolidând dominația britanică asupra regiunii și punând bazele unei administrații coloniale britanice de durată.

## Termenii acordului
Acest acord prevedea încetarea ostilităților și predarea forțelor și armelor buri către britanici, cu promisiunea acordării unui autoguvernământ viitor pentru Transvaal (Republica Sud-Africană) și Statul Liber Orange, ca colonii ale Imperiului Britanic. Republicile Buri au fost de acord să accepte suveranitatea Coroanei Britanice, iar guvernul britanic a convenit asupra mai multor puncte, printre care următoarele:
1. Toți luptătorii buri din ambele republici trebuiau să se predea
2. Toți combatanții urmau să fie dezarmați
3. Toți trebuiau să depună jurământ de loialitate față de Coroană
4. Nu se vor aplica pedepse capitale
5. Se va acorda o amnistie generală
6. Limba neerlandeză va fi permisă în școli și în instanțele judecătorești
7. Transvaalul și Statul Liber Orange vor primi, în final, autoguvernământ (guvernarea civilă a fost acordată în 1906, respectiv 1907)
8. Discutarea problemei acordării drepturilor politice populației autohtone (negrilor) va fi amânată până la acordarea autoguvernării
9. Se vor acorda 3.000.000 de lire sterline pentru reconstrucția comunității buri
10. Drepturile de proprietate ale buriilor vor fi respectate
11. Nu vor fi impuse taxe pe terenuri
12. Vor fi permise armele private înregistrate

## Urmările tratatului
După ce guvernul britanic a acordat coloniilor buri autoguvernare, la 31 mai 1910 a fost înființată Uniunea Africii de Sud, unificând coloniile britanice de la Capul Bunei Speranțe și Natal cu republicile buri Transvaal și Statul Liber Orange. Uniunea a obținut o independență relativă în urma Conferinței Imperiale din 1926 și o independență de facto prin Statutul de la Westminster din 1931. În acea perioadă, tensiunile dintre Afrikaneri (descendenți ai neerlandezilor) și sud-africanii de limbă engleză au influențat semnificativ politica internă, iar diferențele culturale și lingvistice au avut un impact asupra relațiilor dintre cele două grupuri.
În 1961, Africa de Sud s-a retras din Comunitatea Națiunilor și a devenit republică, rupând astfel toate legăturile politice cu Marea Britanie, dar în același timp consolidând regimul apartheid, care impunea separarea rasială. După înlăturarea regimului de apartheid și sfârșitul discriminării rasiale, țara s-a reîntors în Comunitatea Națiunilor în 1994, devenind un stat democratic și multirasial sub conducerea președintelui Nelson Mandela.